# Rabo (Pulo Aceh)
Rabo is een bestuurslaag in het regentschap Aceh Besar van de provincie Atjeh, Indonesië. Rabo telt 362 inwoners (volkstelling 2010).